# Jan Górecki (duchowny)
Jan Górecki (ur. 17 lipca 1944 w Szarleju-Niemieckich Piekarach, zm. 3 maja 2017 w Rudzie Śląskiej-Bielszowicach) – polski duchowny rzymskokatolicki, teolog, profesor nauk teologicznych.

## Biografia
Urodził się w rodzinie Feliksa i Marii jako drugi z trójki synów. W 1962 ukończył szkołę średnią i wstąpił do Wyższego Śląskiego Seminarium Duchownego w Krakowie. Święcenia kapłańskie przyjął dnia 2 czerwca 1968, następnie pracował parafiach: św. Wojciecha w Mikołowie (do 1971), św. Jadwigi Śląskiej w Szopienicach (do 1974), św. Jana Chrzciciela w Tychach (do 1977), św. Apostołów Filipa i Jakuba w Żorach (do 1981), św. Marii Magdaleny w Cieszynie (w 1981) i św. Jerzego w Dębieńsku (do 1983). W latach 1983–2001 był proboszczem parafii św. Pawła Apostoła w Nowym Bytomiu. 
W trakcie pracy duszpasterskiej kontynuował przewód doktorski, który sfinalizował w 1992 obroną pracy Pielgrzymki na Górnym Śląsku w latach 1869–1914 na podstawie „Katolika” i uzyskał doktorat z nauk teologicznych (w zakresie historii Kościoła). W 1994 został uhonorowany Śląską Nagrodą im. Juliusza Ligonia. W 2001 został skierowany do pracy naukowej na Wydziale Teologicznym Uniwersytetu Śląskiego w Katowicach. W 2003 uzyskał habilitację na podstawie dorobku naukowego oraz pracy pt. Pielgrzymowanie Górnoślązaków na Górę Świętej Anny w latach 1859–1914. Studium teologicznopastoralne. W dniu 5 lipca 2012 otrzymał tytuł naukowy profesora nauk teologicznych. Pełnił funkcję profesora nadzwyczajnego na Uniwersytecie Śląskim w Katowicach. Był autorem m.in. 24 wydawnictw zwartych, w tym monografii poświęconych pielgrzymowaniu mieszkańców Górnego Śląska do sanktuariów na Górze Św. Anny, w Piekarach Śląskich, Kalwarii Zebrzydowskiej, Bardzie i Wambierzycach, jak również 3 zbiorów anegdot i dowcipów księżowskich oraz redaktorem 5 zbiorowych opracowań naukowych.
Zmarł 3  maja 2017 w Bielszowicach. Został pochowany w Piekarach Śląskich.
W 2012 został odznaczony medalem Komisji Edukacji Narodowej.

## Dzieła[4]
- Parafia św. Pawła w Nowym Bytomiu, Ruda Śląska 1991
- Pielgrzymki na Górnym Śląsku w latach 1869–1914, Katowice 1994
- Sanktuarium Boguckie, Katowice-Bogucice 1994 (wyd. 2, Katowice, Bogucice 1997)
- Rudzkie Barbary. The statues and paintings of Saint Barbara in Ruda Śląska, Jastrzębie-Zdrój 1998 (z Aleksandrą Mrochen – fotografie)
- Krzyże i kapliczki w pejzażu górnośląskim, Katowice 1999
- Św. Florian. Patron hutników, Ruda Śląska 2009 (z Aleksandrą Mrochen – fotografie)
- Nowy Bytom i jego mieszkańcy sprzed lat, Ruda Śląska-Nowy Bytom 2001
- Górny Śląsk na przełomie wieków : nadzieje i niepokoje, świadkowie wiary, Katowice, Piekary Śląskie 2002 (redaktor oprac. zbior., z Henrykiem Olszarem)
- Pielgrzymowanie Górnoślązaków na Górę Świętej Anny w latach 1859–1914. Studium teologicznopastoralne, Katowice 2002
- Anegdoty z koloratką, Katowice 2003
- Pielgrzymi szlak na Górę Św. Anny, Katowice 2004
- Matka Boża w ludzie Bożym, Katowice 2005 (redaktor oprac. zbior.)
- Pielgrzymowanie a integracja, Opole, Katowice 2005 (redaktor oprac. zbior., z Zygfrydem Glaeserem)
- Siedem wieków z Maryją. Z dziejów parafii Wniebowzięcia NMP w Zebrzydowicach, Zebrzydowice 2005 (z Jerzym Hermaisem)
- Dowcipy szafarzy całkiem zwyczajnych, Bytom 2006
- Śląska Służebnica Cierpiącego Pana S. M. Dulcissima Hoffmann SMI (1910–1936), Katowice 2006 (wyd. 2, Katowice 2009)
- W poszukiwaniu nowej tożsamości Europy, Bytom 2006 (redaktor oprac. zbior., z Zygfrydem Glaeserem i Anitą Nowakowską)
- Z wdzięcznością i błaganiem u Matki Bożej Piekarskiej. Studium historyczno-pastoralne pielgrzymowania do Piekar Śląskich, Katowice 2008
- Jan Paweł II – pasterz i pielgrzym, Katowice 2009 (redaktor oprac. zbior.)
- Ks. Jan Bujara poeta w koloratce (1877–1939), Ruda Śląska 2009 (z Bernardem Szczechem)
- Ks. biskup Juliusz Bieniek (1895–1978). Studium historyczno-pastoralne, Katowice 2010
- Sanktuarium Matki Sprawiedliwości i Miłości Społecznej w Piekarach Śląskich. Studium historyczno-pastoralne, Katowice, Rybnik 2011
- Okruchy humoru księżowskiego, Katowice 2012
- Ślązacy w Kalwarii Zebrzydowskiej. Studium historyczno-pastoralne pielgrzymowania Ślązaków do Kalwarii Zebrzydowskiej, Katowice 2013
- Mikołowianie znani i nieznani, Katowice 2014
- Parafia św. Józefa w Rudzie Śląskiej. Studium historyczno-pastoralne, Katowice 2015
- Pielgrzymowanie Górnoślązaków na Górę Św. Anny w latach 1869–1914 na podstawie „Katolika”. Z dodatkiem fotograficznym obecnego wnętrza bazyliki Bodo Mikulli, Wrocław 2016
- Pielgrzymowanie Górnoślązaków do Barda i Wambierzyc, Katowice 2017
- Przeświętne Bractwo Barbary Świętej na Górach Tarnowskich fundowane 15 Augusta 1747 r. Fotokopie pierwodruku modlitewnika, uwspółcześniona wersja zapisu, komentarze. Dzieje kultu św. Barbary, Opole 2018 (z Krystyną Kossakowską-Jarosz)